# Fobos (Marvel Comics)
Fobos es el nombre de dos personajes de cómics ficticios que aparecen en libros publicados por personajes de Marvel Comics. El primero apareció en Dr. Strange, Hechicero Supremo # 32 (agosto de 1991) en una historia escrita por Roy Thomas y Jean-Marc Lofficier.
El segundo y actual Fobos apareció por primera vez en la miniserie Ares: Dios de la Guerra de 2006 (escrita por Michael Avon Oeming; arte de Travel Foreman). Es hijo de Ares, hermanastro de Hippolyta y miembro de los Secret Warriors.
Debido a la naturaleza de los dioses en el Universo Marvel, además del retcon que rodea al actual Fobos (ver más abajo), la relación entre los dos no se ha explicado explícitamente.

## Original

### Historial de publicación
El Fobos original apareció por primera vez en la historia "A Gathering of Fear" en Dr. Strange, Hechicero Supremo # 32 (agosto de 1991), escrito por Roy Thomas y Jean-Marc Lofficier. Reapareció en la historia de "The Great Fear" en DS: SS # 39 (marzo de 1992).

### Biografía ficticia
Fobos y su hermano Deimos son hijos de Ares y Nox (haciéndose pasar por Venus), pero fueron asesinados por Thor y Hércules en su primera aparición. Más tarde, los Señores del Miedo liberan tanto miedo que Nox puede traer de vuelta a sus hijos, creando a la Fuerza oscura pero finalmente fueron derrotados nuevamente. Fobos encuentra su destino final cuando Amatsu-Mikaboshi agrede a Olímpo y lo mata.

## Alexander

### Historial de publicación
El actual Fobos, Alexander, apareció por primera vez en la serie limitada de Ares en 2006, escrito por Michael Avon Oeming. Aquí, Amatsu-Mikaboshi lo manipula para que se convierta en un guerrero hasta que su padre, Ares, lo salve muchos años después, un joven adulto con poderes divinos. Este final se ignora para propósitos de la historia futura. 
El personaje regresa, recluido por Brian Michael Bendis y reducido a un niño de diez años sin entrenamiento especializado en Mighty Avengers # 1, luego reaparece en el cruce Secret Invasion, en la serie limitada Mighty Avengers and The Secret Invasion. Una vez que comenzó Dark Reign, comenzó a aparecer regularmente en Secret Warriors.

### Biografía del personaje ficticio
El actual Fobos es un niño llamado Alexander Aaron. En la miniserie de Ares: Dios o guerra de 2006, Alexander es tomado de su padre, Ares, por Zeus, y luego es secuestrado por el dios japonés Amatsu-Mikaboshi. Mikaboshi, en un intento de destruir los panteones Marvel, entrena y manipula a Alex durante al menos cinco años olímpicos, que varían sustancialmente de los años humanos en los que los años pueden pasar a los dioses mientras que, al mismo tiempo, solo pasan unos días o meses para los humanos. disfraz de una figura materna que finalmente lo convierte en un espadachín mortal. Se salva de la deidad malvada cuando la combinación de las influencias de Zeus y Ares rompió su lavado de cerebro. Su salvación aparentemente elimina sus habilidades.
Brian Michael Bendis luego volvió a conectar estos eventos en Mighty Avengers. Cuando Alex / Phobos es abordado por primera vez por su Secret Warrior Daisy, una vez más es un muchacho joven, sin entrenamiento y consciente de que su padre es el dios Ares (Mighty Avengers # 13). (Sin embargo, la historia general de Mikaboshi destruyendo los panteones Marvel y el sacrificio de Zeus sigue siendo un canon). En este punto, Daisy le revela a Alex que él es Fobos. Después de esto, comienza a ganar miedo como poderes, habiendo heredado las habilidades del original. Sin embargo, en Mighty Avengers # 13 él asustó a un par de chicos, y después de eso le mintió a Daisy que no tiene ningún poder, pero ella no le cree. Después de hablar con ella, dice "eso explica muchas cosas" porque se da cuenta entonces de que es nuevo Fobos y nació mortal, pero después de beber la sangre de Mikaboshi se convirtió en dios y ahora tiene poderes de miedo y Daisy le dijo quién es realmente (nueva dios del miedo). En ese tema, Ares le dice que ahora mismo es un vengador y que no puede preocuparse por sus calificaciones.
Durante la historia de Secret Invasion, Alex es reclutado por Nick Fury para su equipo de Secret Warriors. Después de la invasión, sigue siendo miembro del equipo y ha demostrado evidencia de poderes pre-cognitivos adicionales. Sin embargo, su padre ha notado su ausencia al recibir un aviso de ausentismo. A raíz de la Utopía, Ares siguió a Alex y Daisy a una de las bases de Fury, donde descubre la afiliación de su hijo con el exdirector de S.H.I.E.L.D.. Fury le dice a Ares que su hijo tiene potencial. Ares finalmente acepta la decisión de su hijo, lo que significa que ya no necesita ocultar su lealtad. Fobos luego pilota un Fury Life Model Decoy para ayudar a Viuda Negra y Pájaro cantor, pero son capturados por los Thunderbolts. Tan pronto como Norman Osborn dispara al LMD en la cabeza, Fobos se revela a sí mismo, infligiendo a Osborn con el temor de perder su mente lo suficientemente pronto. Durante el asedio, Fobos trató de acompañar a los otros guerreros secretos para ayudar a los asgardianos, pero Nick Fury no lo dejó, porque sabía que su padre moriría y no quería que lo presenciara. Cuando el fiasco terminó, Thor confrontó a Fobos diciéndole que Ares estaba muerto y se ofreció a llevarlo a ver a sus familiares en el Monte Olimpo. Sin embargo, él rechazó su oferta. Thor le ofreció que si alguna vez cambiaba de opinión, lo llevaría allí. Aunque tenía sentimientos encontrados con su padre, todavía se sentía triste por haber muerto.
Fobos ahora está en Elysium después de haber sido apuñalado y asesinado por Gorgon empuñando la espada Godkiller. Su última aparición tuvo a su padre orgulloso de sus acciones, ya que se reunieron en la otra vida.

## Poderes y habilidades
Ambas versiones de Fobos controlan el poder del miedo, un poder que se ha visto que causa que las víctimas corran por sus vidas y que ataquen a sus compañeros. Ciertos personajes han demostrado ser inmunes a esta habilidad (es decir, Nick Fury, Gorgon), y citan que la razón carece de miedo.
La versión actual de Fobos (Alex) fue en un momento un espadachín altamente entrenado y poseía fuerza y resistencia similares a otros dioses olímpicos en el universo Marvel, sin embargo, desde entonces esto ha sido retocado. Secret Warriors #10 restablece su entrenamiento con una espada. A su padre Ares le negó el uso de este, y le exigió que fuera competente en todas las formas de armas antes de devolver su espada.
Actualmente él, como el Fobos anterior, puede infundir miedo en los demás. Además, ha demostrado evidencia de poderes pre-cognitivos.
Cuando utiliza sus poderes basados en el miedo, los ojos de Alex brillan. El color ha demostrado variar entre el blanco y el rojo. Se desconoce si esto se debe simplemente a la representación del artista o al nivel de uso de energía.

## Relación entre los dos personajes
Actualmente, no está claro si el Fobos original y el Alex actual son en realidad dos personajes separados. Al examinar sus respectivas primeras apariciones, parecería que lo son, ya que ambos tienen personalidades y conjuntos de habilidades distintas. De hecho, su padre Ares incluso afirma explícitamente que ambos son individuos separados dentro de la miniserie de 2006 de Ares: God of War.
Sin embargo, esta miniserie se lleva a cabo antes de que Brian Michael Bendis reconsiderara el origen y las habilidades de Alex. Dentro de la miniserie, Alex había crecido hasta su adolescencia, había adquirido un dominio de casi todas las formas de armamento y era muy consciente de su herencia divina. Sin embargo, cuando Alex aparece a continuación en Mighty Avengers # 13, apenas tiene 10 años, no tiene experiencia en combate y es consciente de que su padre es el dios Ares. También es en Mighty Avengers # 13 que Alex se identifica por primera vez como el hijo de Ares, Fobos, y muestra habilidades similares a la versión original del personaje. Por lo tanto, parece que Bendis volvió a programar los eventos de la miniserie y que Alex y Phobos son potencialmente el mismo personaje.
Además de la confusión, en base a los eventos en The Incredible Hercules # 117, parece que partes de la miniserie de Ares: God of War son, de hecho, todavía consideradas canon. A saber, la trama de Mikaboshi y el intento de destruir los panteones divinos en el Universo Marvel. Dado que la captura y el desarrollo de Alex fueron fundamentales para el plan de Mikaboshi, aunque también contradigan directamente sus apariciones posteriores en Mighty Avengers y Secret Warriors, el estado actual de ambos personajes sigue sin estar claro.
Según Thor & Hercules: Encyclopaedia Mythologica, Fobos original y Alex actual son dos personajes separados. Más concretamente, son medio hermanos. El perfil de Fobos indica que los Fobos originales (y su hermano Deimos) fueron asesinados durante la invasión de Mikaboshi al Olimpo, y que Alexander heredó los poderes basados en el miedo de su medio hermano mayor asesinado tras su regreso a la Tierra.
Dark Reign: New Nation # 1 afirma que la serie limitada de Ares: God of War es la primera aparición de Alex. Sin embargo, esto no indica si está destinado a estar relacionado con los Fobos anteriores, como en una reimaginación o reencarnación.